# Russ Ballard
Russell Glyn Ballard, detto Russ (Waltham Cross, 31 ottobre 1945), è un cantante e chitarrista britannico.

## Biografia
Fu componente del gruppo britannico Rick Nicholl and the Rebels; inizialmente come chitarrista (Hofner Club 60), apparve sul palco con Buster Meikle & The Day Breakers nel 1961, assieme al fratello maggiore Roy Ballard al piano, Bernie Benson al basso e Bob Henrit alle percussioni.
Passato ai The Roulettes, di Adam Faith, si unì poi ai Unit 4 + 2, prima di diventare vocalist e chitarrista del gruppo Argent (assieme a Henrit come batterista), scrivendo il brano God Gave Rock and Roll to You, che divenne successivamente ripreso dai Petra e dai Kiss. Ballard è conosciuto come vocalist del brano degli Argent, Hold Your Head Up. Nel 1972, Ballard partecipò all'album di Colin Blunstone Ennismore, prodotto da Chris White. Ballard scrisse inoltre il singolo I Don't Believe in Miracles.
Lasciò gli Argent nel 1974 e seguì la carriera solista. Scrisse brani per i Three Dog Night come Liar originariamente registrata dagli Argent, per gli Hot Chocolate nel 1977 So You Win Again, e per i Rainbow nel 1979, Since You Been Gone. Head East registrò la canzone per il suo primo album nel 1978. Fu anche inserita nel secondo album solista Winning. Scrisse anche per i Rainbow nel 1981 I Surrender.
Ballard scrisse e interpretò brani per i due album di Roger Daltrey (Daltrey, 1973 e Ride a Rock Horse, 1975). Daltrey registrò altre opere di Russ Ballard per la colonna sonora McVicar, e per Under a Raging Moon e Can't Wait to See the Movie. Fece un tour con Roger Daltrey nel 1985, come chitarrista e cantando suoi brani.
La band Hello registrò il brano New York Groove del 1975, raggiungendo la settima posizione in Germania e la nona nel Regno Unito.
New York Groove venne tre anni più tardi registrata anche da Ace Frehley. Ballard scrisse anche per Santana, Winning nel 1981, apparsa su Zebop! e già pubblicata nel secondo album dello stesso Ballard.
Ballard scrisse e produsse You Can Do Magic degli America nel 1982 (album View from the Ground). Il brano raggiunse l'ottava posizione nella Billboard Hot 100 nell'ottobre 1982, facendo rivalutare la band statunitense. Successivamente produssero Your Move. Il brano The Border, scritta da Ballard con Dewey Bunnell raggiunse la #33 posizione nella Billboard Hot 100.
Ballard scrisse per la ex ABBA Anni-Frid Lyngstad il brano I Know There's Something Going On (prodotto e suonato alla batteria da Phil Collins dei Genesis); raggiunse la posizione #13 della Billboard Hot 100. Scrisse anche Can't Shake Loose per la cantante ABBA Agnetha Fältskog, raggiungendo la posizione #29 nella stessa classifica.
Nel 1991 fu coautore del brano John Waite e Jonathan Cain, So This Is Eden, apparso sull'album dei Bad English Backlash.
Ballard ha scritto per Elkie Brooks e ha "scoperto" Lauren Harris. Negli anni della militanza nei Roulettes con Adam Faith, fu proprio Ballard a "scoprire" la giovanissima Sandie Shaw, in seguito molto popolare sia in madre patria sia in Italia, nota come la cantante scalza, per la sua abitudine di esibirsi senza portare scarpe.
Come solista raggiunse nella United States Billboard Hot 100 la posizione 58 con On the Rebound nel 1980. La band Uriah Heep fece una cover nel 1982 presente sull'album Abominog. The Fire Still Burns del 1985 raggiunse la posizione #15 nella Mainstream Rock Songs.

## Discografia solista

### Album in studio
- 1974 - Russ Ballard (Epic)
- 1976 - Winning (Epic)
- 1978 - At the Third Stroke (Epic)
- 1980 - Barnet Dogs (Epic)
- 1981 - Into the Fir (Epic)
- 1984 - Russ Ballard (EMI)
- 1985 - The Fire Still Burns (EMI)
- 1993 - The Seer (Intercord)
- 2006 - Book of Love (Phoenix Music Group)
- 2015 - It's Good to Be Here (BMG)

### Album dal vivo
- 2020 - Book of Love Tour Live 2007 (Russell Ballard Ltd.)

### Singoli
- 1974 - Fly Away/Danger Zone - Part II
- 1975 - Loose Woman/Danger Zone - Part I
- 1976 - Since You Been Gone/Venus (Shine Your Light)
- 1976 - The Russ Ballard Story Part I/The Russ Ballard Story Part II
- 1977 - Some Kinda Hurricane/You Can Do Voodoo
- 1978 - Dancer/Treat Her Right
- 1978 - Treat Her Right/What Does It Take
- 1978 - I'm a Scorpio/Expressway to Your Heart
- 1980 - Rene Didn't Do It/Feels Like the Real Thing
- 1980 - On the Rebound/Riding with the Angels
- 1981 - Rock & Roll Lover/Breakdown
- 1981 - Here Comes the Hurt/Breakdown
- 1981 - I Will Be There/Madman
- 1984 - Two Silhouettes/Living without You
- 1984 - I Can't Hear You No More/The Last Time
- 1985 - Voices/Living without You
- 1985 - The Fire Still Burns/Hold On
- 1985 - Dream On/The Omen